# Luis Hernández Rodríguez
Luis Hernández Rodríguez (Madrid, España, 14 de abril de 1989) es un futbolista español que juega como defensa en el Cádiz C. F. de la Segunda División de España.

## Trayectoria
Formado en las categorías inferiores del Real Madrid C. F., se incorporó a la disciplina del Real Madrid C. F. "C" en la temporada 2007-08. En la siguiente campaña promocionó al Real Madrid Castilla C. F., donde se mantuvo hasta el final de la temporada 2010-11. El 26 de enero de 2012 firmó un contrato con el Real Sporting de Gijón "B" tras varios meses sin encontrar equipo. El 2 de septiembre jugó su primer partido oficial con el Real Sporting de Gijón en Segunda División, frente al Real Racing Club de Santander en el estadio El Sardinero. El 31 de enero de 2013 pasó a formar parte definitivamente de la plantilla del primer equipo del Sporting, con el que consiguió un ascenso a Primera División en la temporada 2014-15.
El 21 de junio de 2016 se confirmó su incorporación al Leicester City F. C. inglés. Hizo su debut oficial con los foxes el 7 de agosto tras sustituir a su compañero Danny Simpson en el minuto 63 de la final de la Community Shield 2016, en la que su equipo fue derrotado por el Manchester United F. C. por 1-2. El 24 de enero de 2017 se confirmó su traspaso al Málaga C. F.
El 5 de octubre de 2020, tras haber sido despedido unos días antes por la entidad costasoleña, firmó con el Maccabi Tel Aviv F. C. de la Liga Premier de Israel por una temporada.
El 31 de enero de 2022 volvió al fútbol español tras firmar hasta junio de 2023 con el Cádiz C. F.

## Selección nacional
Fue internacional con España en la categoría sub-19, con la que se proclamó campeón de la XXXIV edición de la Copa del Atlántico, celebrada en 2008.

## Clubes
| Club                       | País       | Año       |
| -------------------------- | ---------- | --------- |
| Real Madrid C. F. "C"      | España     | 2007-2008 |
| Real Madrid Castilla C. F. | España     | 2008-2011 |
| Real Sporting de Gijón "B" | España     | 2012-2013 |
| Real Sporting de Gijón     | España     | 2013-2016 |
| Leicester City F. C.       | Inglaterra | 2016-2017 |
| Málaga C. F.               | España     | 2017-2020 |
| Maccabi Tel Aviv F. C.     | Israel     | 2020-2022 |
| Cádiz C. F.                | España     | 2022-     |

## Palmarés

### Títulos nacionales
| Título         | Club                   | País   | Año  |
| -------------- | ---------------------- | ------ | ---- |
| Copa de Israel | Maccabi Tel Aviv F. C. | Israel | 2021 |